# Arianna in Creta
Pour les articles homonymes, voir Arianna.

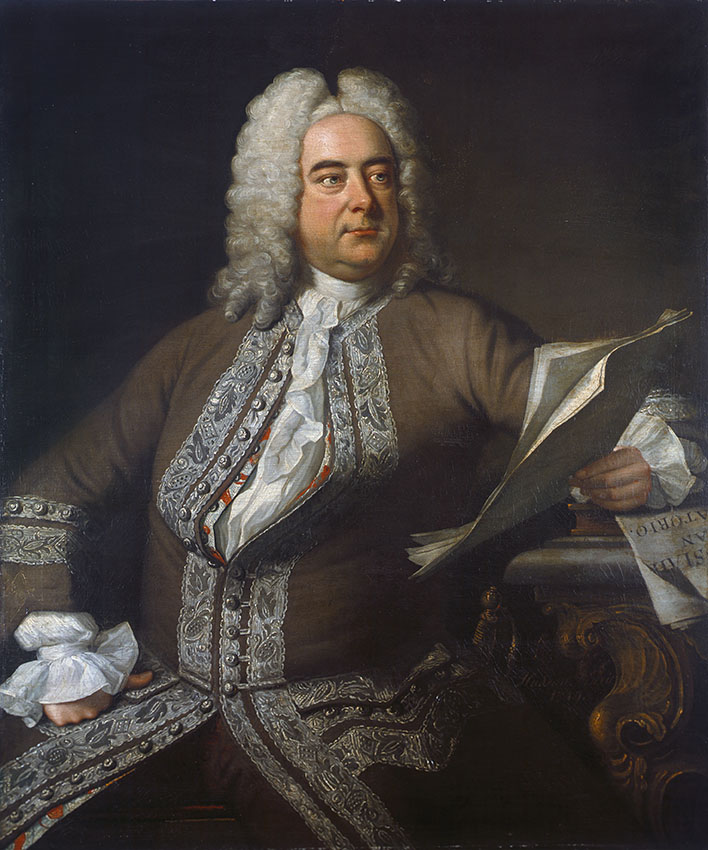
Georg Friedrich Haendel

Arianna in Creta (HWV 32) est un opéra en trois actes de Georg Friedrich Haendel, créé à Londres le 26 janvier 1734.
Le livret est adapté de Pietro Pariati, par un librettiste non identifié.

## Rôles
| Rôle    | Voix            | Première, le 26 janvier 1734 |
| ------- | --------------- | ---------------------------- |
| Arianna | soprano         | Anna Maria Strada del Pò     |
| Teseo   | alto castrat    | Giovanni Carestini           |
| Carilda | alto            | Maria Caterina Negri         |
| Alceste | soprano castrat | Carlo Scalzi                 |
| Tauride | mezzo-soprano   | Margherita Durastanti        |
| Minos   | basse           | Gustavus Waltz               |

## Discographie
- Händel, Arianna in Creta avec Mata Katsuli, Mary-Ellen Nesi, Irini Karaianni, Marita Paparizou, Theodora Baka og Petros Magoulas - Orchestra of Patras dir. George Petrou - 3CD Musikproduktion Dabringhaus und Grimm (2005) (OCLC 873053210)